# José Joaquim Fernandes Torres
José Joaquim Fernandes Torres (Mariana, 17 de abril de 1797 — 24 de dezembro de 1869) foi um magistrado e político brasileiro.

## Vida
Foi deputado provincial, deputado geral, presidente de província, ministro do Império (ver Gabinete Zacarias de 1866), ministro da Justiça e senador do Império do Brasil de 1862 a 1863.

## Equipe
Quando presidente da província de São Paulo os seis vice-presidentes eram:
- 1º vice-presidente: Antônio Roberto de Almeida
- 2º vice-presidente: Barão do Tietê
- 3º vice-presidente: Hipólito José Soares de Sousa
- 4º vice-presidente: José Manuel da Fonseca
- 5º vice-presidente: Bernardo José Pinto Gavião Peixoto
- 6º vice-presidente: Joaquim Floriano de Toledo